# Sosigène (cratère)
Pour les articles homonymes, voir Sosigène.
Sosigène (désignation internationale Sosigenes) est un cratère d'impact situé sur la face visible de la Lune. À l'est se trouve la mer de la Tranquillité et au nord la baie du Sinus Honoris. Le cratère Julius Caesar est situé à l'est tandis que la mer des Vapeurs se situe au sud. À l'est se trouvent un ensemble de fractures dénommées Rimae Sosigenes, qui partent du cratère et s'éloignent vers le nord sur près de 150 kilomètres.
En 1935, l'Union astronomique internationale a donné le nom de l'astronome grec Sosigène d'Alexandrie à ce cratère lunaire.

## Cratères satellites

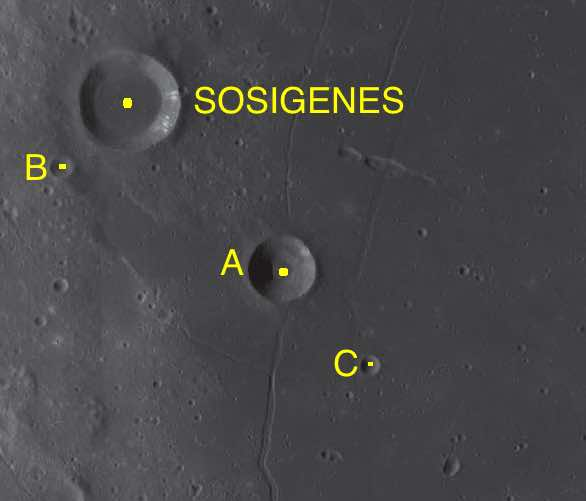
Carte des cratères satellites de Sosigène.

Les cratères dit satellites sont de petits cratères situés à proximité du cratère principal, ils sont nommés du même nom mais accompagné d'une lettre majuscule complémentaire (même si la formation de ces cratères est indépendante de la formation du cratère principal). Par convention ces caractéristiques sont indiquées sur les cartes lunaires en plaçant la lettre sur le point le plus proche du cratère principal.
| Sosigenes | Latitude | Longitude | Diamètre |
| --------- | -------- | --------- | -------- |
| A         | 7.8° N   | 18.5° E   | 12 km    |
| B         | 8.3° N   | 17.2° E   | 4 km     |
| C         | 7.2° N   | 18.9° E   | 3 km     |